# Cut (The Slits)
| Recensione | Giudizio       |
| ---------- | -------------- |
| Ondarock   | Pietra miliare |

Cut è l'album di debutto del gruppo post-punk inglese The Slits, pubblicato nel settembre 1979 da Island Records nel Regno Unito e da Antilles negli USA. La foto di copertina, scattata fuori dallo studio di registrazione, mostra le tre componenti nude fino alla cintola e coperte di fango, in modo simile a Y dei Pop Group.
Musicalmente il disco è molto influenzato da generi quali dub, reggae e dalla musica popolare africana e caraibica. È stato ristampato nel 2009 con trenta bonus track tra demo, sessioni con John Peel e versioni dub.

## Tracce
- Tutte le tracce sono state scritte da Viv Albertine, Tessa Pollitt, Arianne Forster e Palmolive, pseudonimo di Paloma Romero.

### Lato A
1. Instant Hit – 2:43
2. So Tough – 2:41
3. Spend, Spend, Spend – 3:18
4. Shoplifting – 1:39
5. FM – 3:35

### Lato B
1. Newtown – 3:48
2. Ping Pong Affair – 4:16
3. Love und Romance – 2:27
4. Typical Girls – 3:57
5. Adventures Close to Home – 3:28
6. I Heard It Through the Grapevine (Barrett Strong, Norman Whitfield) - 3:59

### Bonus track (ristampa 2005)
1. Liebe and Romanze - 4:44

### Bonus track (ristampa 2009)
- Le tracce 10-25 sono versioni demo.

1. Liebe and Romanze
2. Typical Girls
3. Love and Romance
4. Vindictive
5. Newtown
6. Shoplifting
7. So Tough
8. Instant Hit
9. Fm
10. I Heard It Through the Grapevine
11. Instant Hit
12. Spend, Spend, Spend
13. Newtown
14. Adventures Close to Home
15. Instant Hit
16. So Tough
17. Spend, Spend, Spend
18. Shoplifting
19. FM
20. Newtown
21. Ping Pong Affair
22. Love Und Romance
23. Typical Girls
24. Adventures Close to Home
25. So Tough
26. Instant Hit (strumentale)
27. Typical Girls (strumentale)
28. Spend, Spend, Spend
29. In the Beginning, There Was Rhythm

## Formazione
- Ari Up - voce
- Viv Albertine - chitarra
- Tessa Pollitt - basso
- Budgie - batteria
- Dennis Blackbeard Bovell - produttore

## Classifiche
| Classifica (2021) | Posizione massima |
| ----------------- | ----------------- |
| Grecia            | 13                |